# 新宿区立余丁町小学校
新宿区立余丁町小学校（しんじゅくくりつ よちょうまちしょうがっこう）は、東京都新宿区に所在する公立小学校

## 概要
- 本校は1902年（明治35年）、当時の東京府東京市牛込区大久保余丁町に設置された。
- 本校在所の地は江戸時代、江戸幕府第5代将軍徳川綱吉公が発せられた「生類憐れみの令」により建てられた犬の保護施設「大久保犬御用屋敷」が在った場所である[2]。
- 東京市の人口増などの為、数度にわたる学区域変更が行われている。
- 戦中戦後の混乱で学校が一時廃校に追い込まれた時期があったが、関係者らの奔走により復活した経緯がある[3]。
- 2022年に開校120年を迎え、学校公式キャラクター「きら星くん」[4]も制定されるなど、発展の歩みを止めない学校でもある。

## 沿革
出典
- 1895年（明治28年）10月22日 - 余丁町尋常小学校として開校。
- 1902年（明治35年）10月26日 - 開校記念式挙行。
- 1906年（明治39年）10月7日 - 市谷尋常小学校開設により学区域変更。
- 1908年（明治41年）9月1日 - 仲之尋常小学校開設に伴い学区域変更。
- 1921年（大正10年）5月11日 - 校舎落成。
- 1931年（昭和6年）1月15日 - 富久小学校開設に伴い学区域変更。
- 1944年（昭和19年）8月3日 - 栃木県上都賀郡清洲、西方、南押原の3か村に分かれ、学童集団疎開。
- 1945年（昭和20年）
  - 4月13日 - 大東亜戦争（太平洋戦争）によるアメリカ軍の空爆（城北大空襲）を受け、校舎が焼失した。
  - 9月24日 - 牛込仲之国民学校（現:新宿区立牛込仲之小学校）に余丁町、富久、3校併置。
- 1946年（昭和21年）3月28日 - 余丁町国民学校閉校式挙行。
- 1952年（昭和27年）9月19日 - 余丁町小学校復興が認可される。
- 1956年（昭和31年）
  - 5月11日 - 開校式挙行。富久・仲之・原町の各小学校より児童受け入れ。
  - 6月10日 - 余丁町小学校PTA発足。
- 1957年（昭和32年）11月29日 - 校旗・校歌制定。
- 1964年（昭和39年）5月10日 - 余丁町小学校同窓会復活
- 1980年（昭和55年）9月1日 - 校帽を制定。
- 1982年（昭和57年）7月6日 - 新校舎起工式挙行。
- 1983年（昭和58年）12月8日 - 落成式挙行。
- 1998年（平成10年）11月11日 - 校庭ゴムチップ舗装改修。
- 2004年（平成16年）6月13日 - 屋上水田、観察池ビオトープ化。
- 2005年（平成17年）3月31日 - 各教室にエアコン設置。
- 2006年（平成18年）8月16日 - コンピュータ室コンピュータ機器入れ替え。
- 2007年（平成19年）2月20日 - 防犯カメラ・モニター設置。
- 2010年（平成22年）12月11日 - 全教室にプロジェクタ、ホワイトボードを設置。
- 2011年（平成23年）10月11日 - 校庭人工芝生化。
- 2013年（平成25年）4月1日 - わかまつ学級（院内学級）を東京女子医科大学病院内に開設。
- 2017年（平成29年）10月1日 - コンピューター室にタブレット機器導入。
- 2021年（令和3年）4月1日 - GIGAスクール構想により、児童1人1台教育用端末配布。

小学校の児童数と教員数
| 年度     | 児童総数 | 1年生 | 2年生 | 3年生 | 4年生 | 5年生 | 6年生 | 教員数 | 職員数 |
| -------- | -------- | ----- | ----- | ----- | ----- | ----- | ----- | ------ | ------ |
| 令和元年 | 370人    | 69人  | 54人  | 68人  | 50人  | 71人  | 58人  | 20人   | 3人    |
| 令和2年  | 374人    | 67人  | 70人  | 53人  | 66人  | 49人  | 69人  | 19人   | 3人    |
| 令和3年  | 352人    | 64人  | 62人  | 66人  | 49人  | 61人  | 50人  | 22人   | 1人    |
| 令和4年  | 361人    | 66人  | 62人  | 58人  | 67人  | 50人  | 58人  | 22人   | 2人    |
| 令和5年  | 366人    | 66人  | 64人  | 60人  | 58人  | 67人  | 51人  | 21人   | 2人    |

## 教育支援
本校は東京女子医科大学病院と連携し、2005年（平成17年）度から、院内学級「わかまつ学級」を設置し、同病院に入院を余儀なくされている小学生を対象とした学校教育支援（病児教育）を実施している。